# Palazzo Al-Gawhara
Il Palazzo Al-Gawhara (in arabo قصر الجوهرة‎? Qaṣr al-Gawhara), noto anche come Palazzo Bijou, è un palazzo e museo de Il Cairo, in Egitto. Il palazzo è situato a sud della Moschea di Muhammad Ali nella Cittadella del Cairo. Fu commissionato da Muhammad Ali Pasha nel 1814.

## Storia
Il palazzo fu progettato e costruito da artigiani provenienti da una varietà di paesi, tra cui greci, turchi, bulgari e albanesi. Gli artigiani costruirono una varietà di elementi come parte del complesso del palazzo: "caserme, scuole, un arsenale, una fabbrica di polvere da sparo e una zecca". Il palazzo venne costruito come un padiglione a due piani nello stile di un kushk turco. Ha finestre in stile occidentale, spesso sormontate da un oeil-de-boeuf ovale. L'architetto e ingegnere francese Pascal Coste aggiunse i quartieri residenziali per i servi e i funzionari del palazzo. In un lato del palazzo c'era un haush (cortile) e dall'altro una vista sulle piramidi e il Nilo.
Nel 1822, un incendio distrusse la costruzione in legno del palazzo in un incendio che durò 2 giorni. In seguito, Muhammad Ali fece ampliare ed elaborare la struttura con la costruzione di "una grande fontana di marmo, terrazze e portici in pietra con colonne, parterre di aiuole e aranceti, e persino un serraglio contenente un leone, due tigri e un elefante, un dono del britannico Lord Hastings".
Due anni dopo, nel 1824, un incendio danneggiò nuovamente il palazzo a seguito di esplosioni di polvere da sparo. Muhammad Ali importò grandi lastre di marmo dall'Italia per costruire un vestibolo, scale e corridoi.
Nel 1825, la viaggiatrice inglese Anne Catherine Elwood descrisse l'opulenza del palazzo, e in particolare la sua grande sala che poteva "offrire danze, aveva profonde nicchie per la conversazione e stanze laterali per la musica, la lettura, i giochi e il ristoro".
Il diwan ufficiale o la sala delle udienze di Muhammad Ali, dove il pascià riceveva gli ospiti, contiene un lampadario del peso di 1000 kg. inviatogli da Luigi Filippo I di Francia. Alcuni dei dipinti nella sala Pasha del palazzo ritraggono il ricevimento di ambasciatori stranieri.
Il palazzo contiene anche il trono di Muhammad Ali Pasha dono del re d'Italia.